# Nouvelle (Québec)
Pour les articles homonymes, voir Nouvelle (homonymie).
Nouvelle est une municipalité canadienne du Québec située dans la MRC d'Avignon, dans la région de la Gaspésie–Îles-de-la-Madeleine. Elle est à l'embouchure de la rivière Nouvelle, sur la rive nord de la baie des Chaleurs.

## Toponymie
Le terme « Nouvelle » sert à désigner à la fois une rivière, un canton et une municipalité. On a longtemps cru que ce mot devait son origine à un père jésuite du nom d'Henri Nouvel qui œuvra pendant plusieurs années en Nouvelle-France.
Ce toponyme doit plutôt son origine à l'appellation « La Nouvelle » ou « La Nouvelle de Carleton » qu'on utilisa dès la fin du XVIIIe siècle, pour désigner alors les nouvelles terres ouvertes à la colonisation et situées à l'ouest de Carleton. Il est plausible de penser que l'accroissement de la population, la présence d'une rivière à saumon et la rareté des terres poussèrent les individus à s'établir à cet endroit.

## Histoire
Les premiers habitants de Nouvelle furent les Acadiens prenant fuite à la suite de la déportation des Acadiens de 1755. Plus tard arrivèrent des loyalistes Américains cherchant à demeurer fidèles à la reine lors de révolution américaine. Le toponyme « Nouvelle » fit son apparition aussi tôt qu'à la fin du XVIIIe siècle, désignant les nouvelles terres et les nouvelles gens s'établissant à l'ouest de Carleton-sur-Mer et on le retrouvait sur des documents envoyés par l'homme d'affaires, Charles Robin, originaire de l'Île Jersey (une île anglaise de la Manche) et l'Abbé Joseph, le premier curé Acadien.
De 1845 à 1861, elle se nommait Shoolbred (ou variation de...).
Le 1er juillet 1869, on créa la « paroisse de Saint-Jean-l'Évangéliste ». C'est cette date qui fut honorée pour les célébrations du centenaire en 1969. Le premier maire était Georges Fallu.
En 1909, la partie ouest de la paroisse fut séparée et nommée « Municipalité d'Escuminac » et en 1912, la partie a pris le nom de « Municipalité de Saint-Jean-l'Évangéliste », et finalement le 5 décembre 1953 devint « Municipalité de Nouvelle ».

## Géographie
La rivière Nouvelle traverse la municipalité du nord-ouest vers le sud-est.

### Hameaux
- Village Allard
- Drapeau
- Le Trou-à-Balle
- Nouvelle-Centre
- Miguasha
- Nouvelle-Ouest
- Grand-Platin

Selon Statistique Canada, ces localités font partie de Nouvelle : Allard, Brébeuf, Drapeau, Le Trou-à-Balle, Miguasha, Miguasha-Ouest, Nouvelle, La Pierre-à-Chaux, Plan-Vautrin, Provancher, Rang-Saint-Laurent, Soucyville.

## Démographie
| 1996  | 2001  | 2006  | 2011  | 2016  | 2021  |
| ----- | ----- | ----- | ----- | ----- | ----- |
| 2 009 | 1 960 | 1 815 | 1 689 | 1 681 | 1 782 |

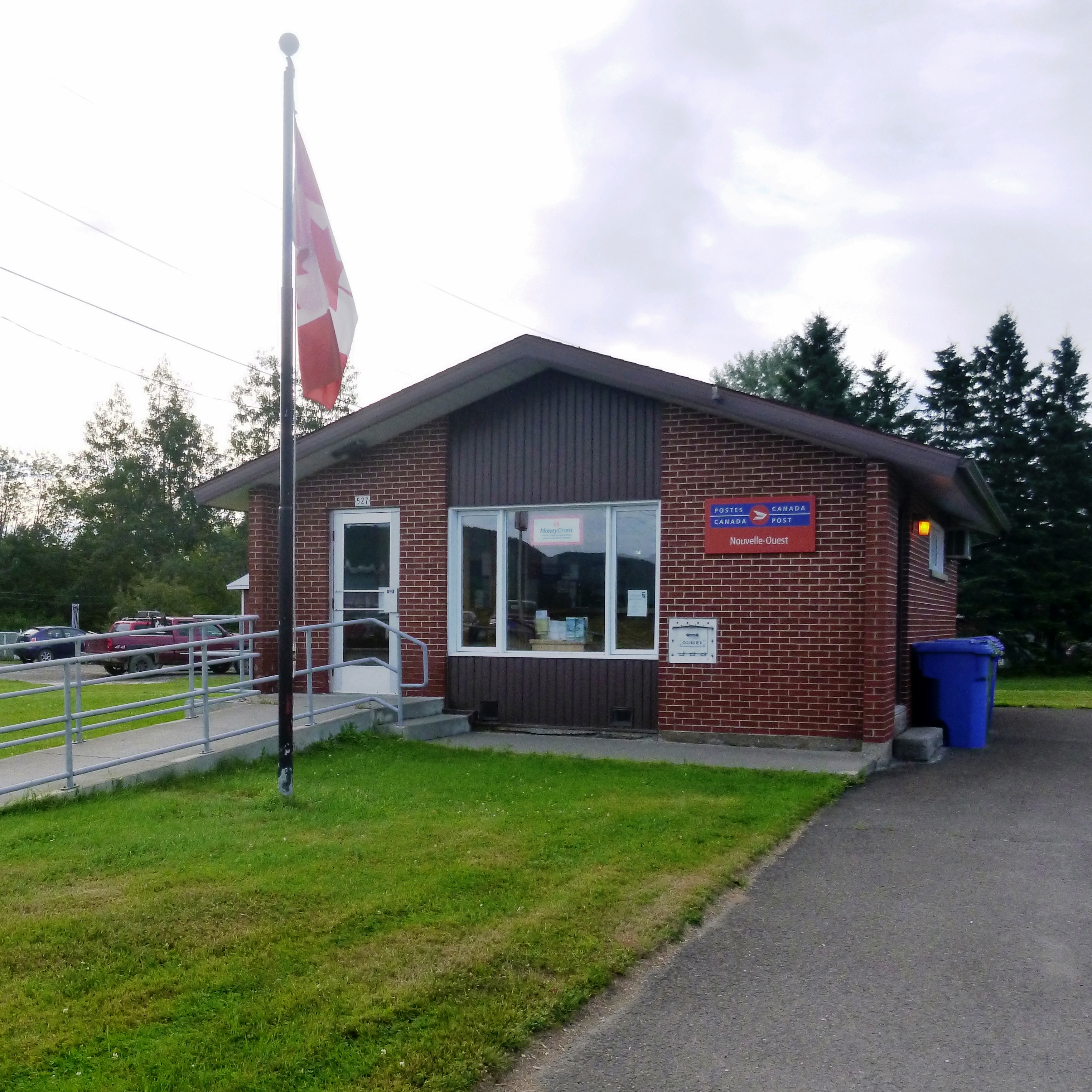
Bureau de poste de Nouvelle-Ouest en 2016

Le recensement de 2011 y dénombre 1 689 habitants, soit 6,9 % de moins que celui de 2006 (1 815).

## Administration
Les élections municipales se font en bloc pour le maire et les six conseillers.
| Nouvelle Maires depuis 2001                                                                                          |                    |         |                 |
| Élection | Maire              | Qualité | Résultat        |
| 2001 | Luc Leblanc        |         | Voir            |
| 2005 | Luc Leblanc        | Voir    |                 |
| 2009 | Richard St-Laurent |         | Voir            |
| 2013 | Richard St-Laurent | Voir    |                 |
| 2017 | Richard St-Laurent | Voir    |                 |
| 2018 | Yvan St-Pierre     |         | Sans opposition |
| 2021 | Rachel Dugas       |         | Voir            |
| Élection partielle en italique Depuis 2005, les élections sont simultanées dans toutes les municipalités québécoises |                    |         |                 |

## Emblème
Son emblème est un globe terrestre superposé de Eusthenopteron foordi, pour dénoter la notoriété mondiale qu'amena ce fossile à Nouvelle et au Parc national de Miguasha ajouté à la liste du patrimoine mondial de l'UNESCO. Les couleurs rouge et gris représentent la couleur des roches fossilifères.

## Éducation
- Commission scolaire René-Lévesque (anciennement Commission scolaire Tracadièche, du Micmac «Lieu où viennent les herons»
- École primaire : École des Quatre-Temps
- École secondaire les adolescents fréquentent l'École Antoine-Bernard de Carleton

## Économie et tourisme

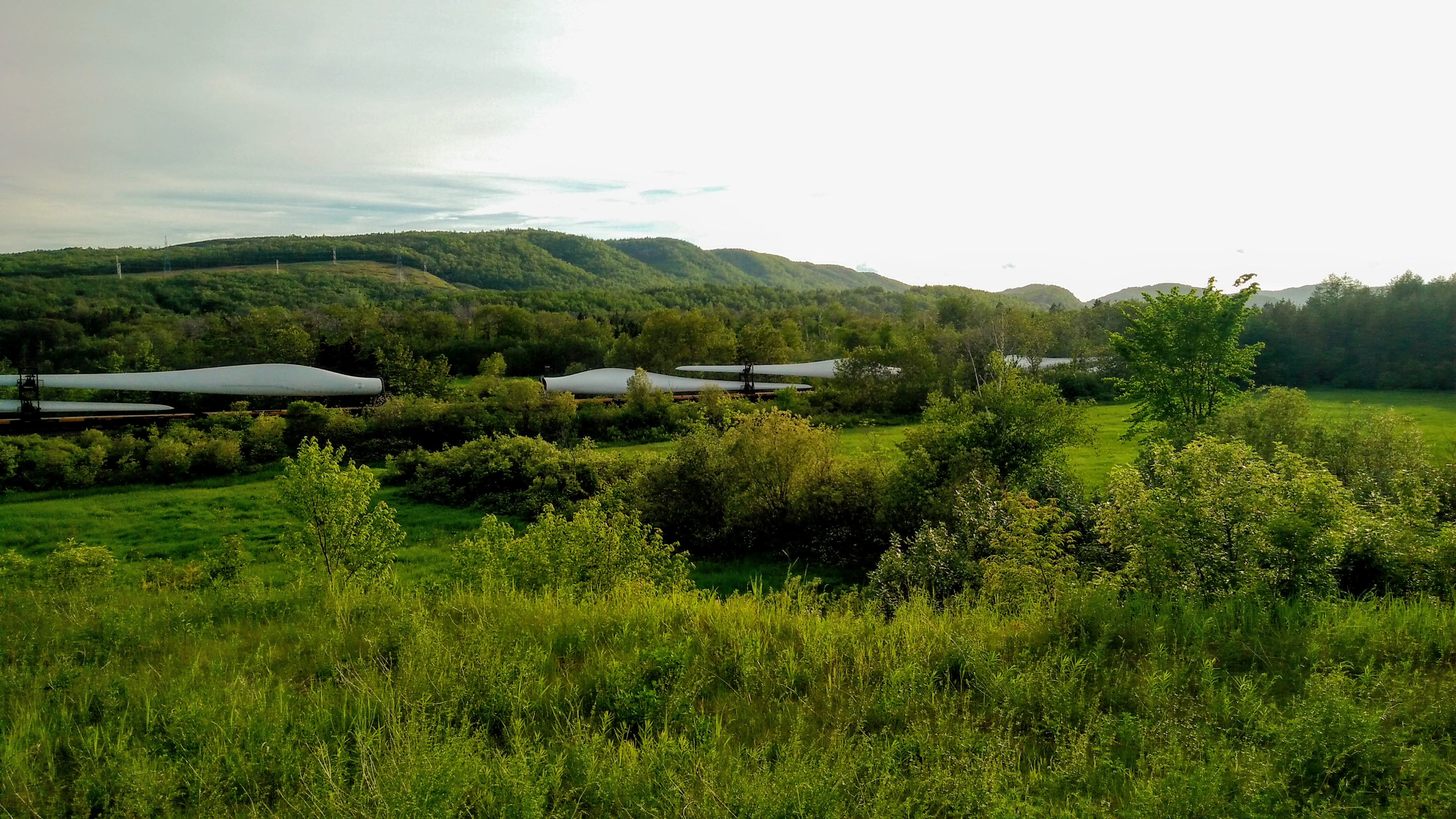
Des pales d'éoliennes sur le chemin de fer près de Nouvelle en 2019

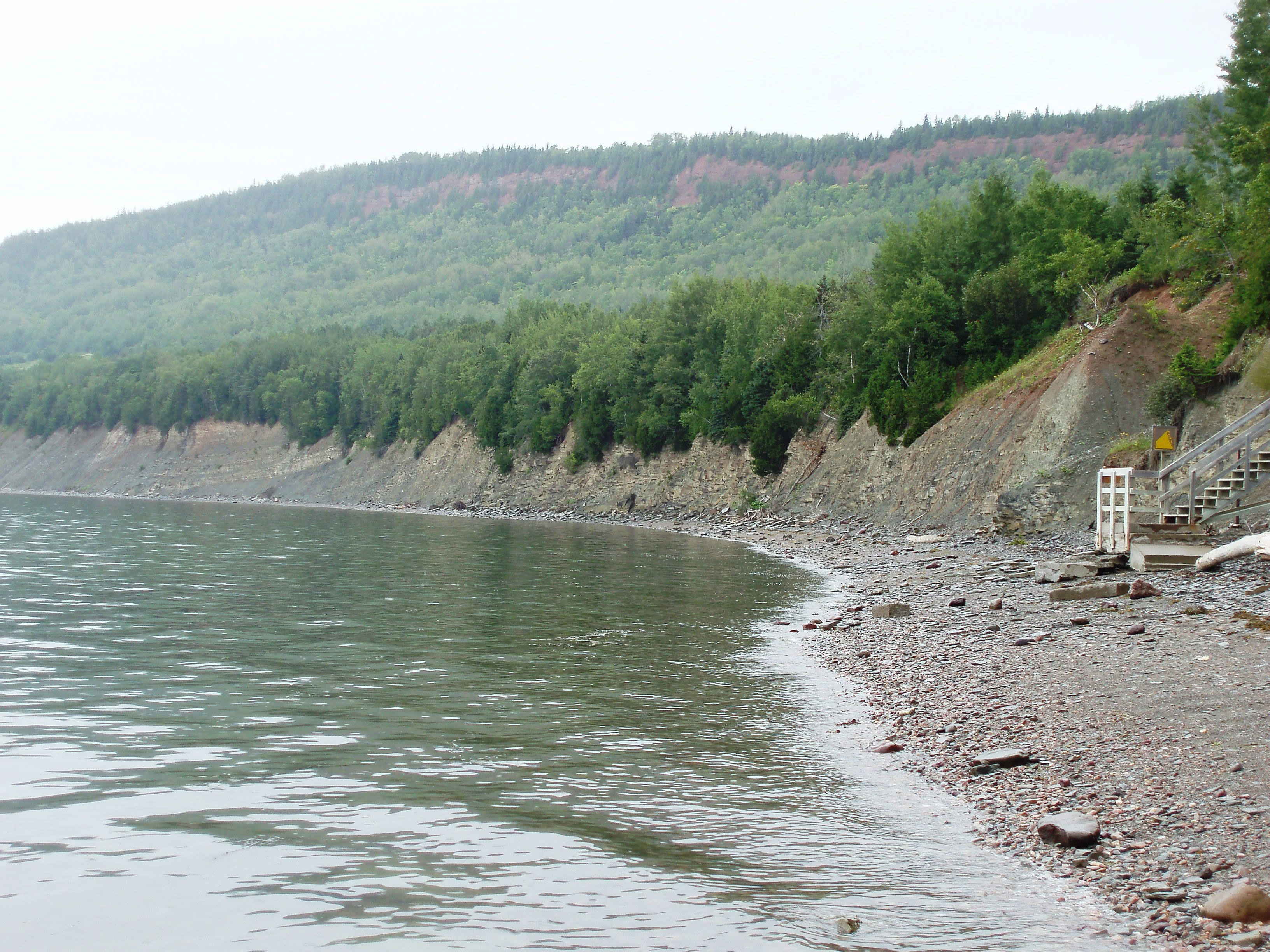
Parc national de Miguasha

- Pêche. La zone d'exploitation contrôlée de la Rivière-Nouvelle (incluant la "Petite rivière Nouvelle" et "ruisseau Mann") sont de renom mondiale pour la pêche sportive de l'omble de fontaine (appelé aussi truite de mer) Pêche à la mouche et le saumon Atlantique[10].
- Fossiles. Musée connu mondialement dans le Parc national de Miguasha.
- Plage de Miguasha. Le toponyme Miguasha vient du micmac "Mégueck Shawk" (longtemps rouge), pour indiquer les falaises rouges mémorables de la formation de Bonaventure[11]
- Secteur de Miguasha. La pointe de Miguasha est reconnue pour ses paysages enchanteurs et la présence de très nombreux artistes, peintres, sculpteurs, etc.
- Marché Champêtre de Nouvelle. Première année du Marché Champêtre en 2010, lieux de rassemblement, d'échange sur les produits frais et transformés localement. Le marché champêtre est aussi un lieu où les artistes, photographes, sculpteurs et autres artisans peuvent exposer.

## Récréation

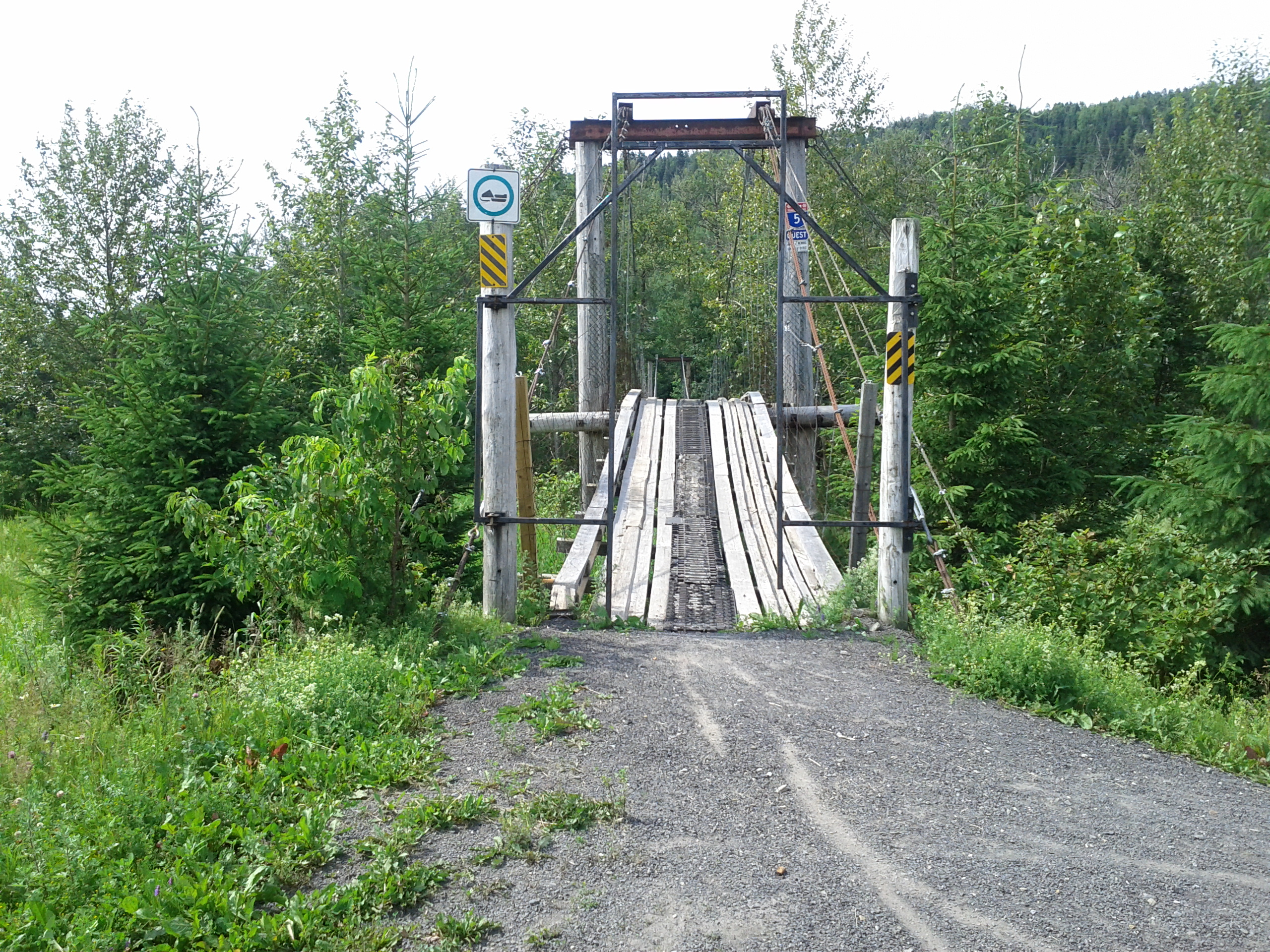
Un sentier de motoneige à Nouvelle

- Campings : Le terrain de camping l'Érablière ainsi que le terrain de camping de la ZEC de la Rivière-Nouvelle
- Centre sportif Louis-Sleigher (patinoire), nommée en hommage au premier joueur natif de Nouvelle à jouer pour la Ligue nationale de hockey
- Pêche sportive
- Chasse (Bonasa umbellus, la gélinotte hupée parfois nommé perdrix, orignal, chevreuil et ours noir)
- Terrains de tennis
- Terrain de soccer
- Sentiers pédestres
- Sentiers de motoneige et de véhicules-tout-terrain VTT
- Course sous harnais
- Camp de jour de Nouvelle (Depuis 2018 par Luka Dugas Landry)